# Bellingwedde

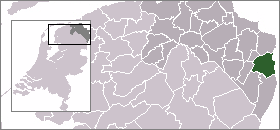
Bellingweddes läge (grönt) i Groningen (mörkgrått).

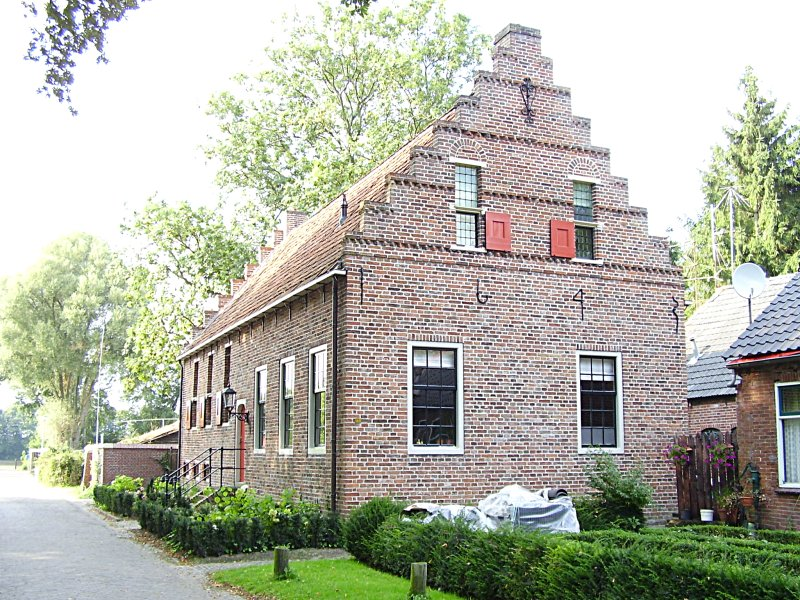
Tingshuset i Bellingwolde.

Bellingwedde är en historisk kommun i provinsen Groningen i Nederländerna. Kommunens totala area är 110,07 km² (där 1,68 km² är vatten) och invånarantalet är på 9 698 invånare (2005).